# Sjedište Europskog parlamenta u Strasbourgu
Grad Strasbourg u Francuskoj službeno je sjedište Europskog parlamenta. Odlukom Europskog vijeća iz Edinburgha 11. i 12. prosinca 1992. i člankom 341. Ugovora o funkcioniranju Europske unije Parlament je zakonski obavezan ondje održati najmanje dvanaest plenarnih zasjedanja godišnje, od kojih svako traje obično četiri dana. Većina sastanaka, međutim, odvija se u Bruxellesu, a neki radovi obavljaju se u gradu Luxembourgu. Također, sva se glasovanja Europskog parlamenta moraju održati u Strasbourgu. "Dodatna" zasjedanja i sastanci parlamentarnih odbora održavaju se u drugom sjedištu u prostorima Espace Léopold u Bruxellesu. Iako se de facto većina posla Parlamenta sada odvija u drugom sjedištu u Bruxellesu, postoji zakonska obveza zadržati Strasbourg kao svoje službeno sjedište, što je situacija koja nailazi na brojne kritike samog Europskog parlamenta, te mnogih interesnih skupina, administrativnog osoblja i ekoloških udruga.
Pet zgrada Parlamenta, sve nazvane po uglednim europskim političarima, nalaze se u tzv. "Europskoj četvrti" grada, koju dijeli s drugim europskim organizacijama neovisnima od Europske unije. U prošlosti je Parlament imao zajedničku dvoranu za rasprave s Vijećem Europe, no danas je glavna zgrada Louise Weiss, svečano otvorena 1999. godine, na raspolaganju isklučivo Parlamentu.

## Glavna zgrada
Palača Louise Weiss (zgrada broj 4 Europskog parlamenta - IPE 4) dobila je ime po Louise Weiss, bivšoj francuskoj zastupnici u parlamentu), i nalazi se u okrugu Wacken u Strasbourgu južno od Schiltigheima, između bivše radničke prigradske kolonije iz 1920-ih (Cité ouvrière) Cité Ungemach i niza zgrada iz pedesetih godina prošlog stoljeća smještenih na sajmu u Strasbourgu, od kojih su neke morale biti srušene kako bi se stvorio prostor za novu građevinu. Izgrađena po cijeni od 3,1 milijarde francuskih franaka (470 milijuna eura) na križanju Ila i kanala Marna - Rajna, u njoj se nalazi glavna dvorana za plenarne sjednice, najveća od svih parlamentarnih dvorana na kontinentu (750 mjesta s mogućnošću proširenja na 785 za članove Europskog parlamenta i 680 mjesta za posjetitelje),  te 18 manjih prostorija za sastanke i ukupno 1133 ureda za članove Parlamenta i prateće osoblje. Palača Louise Weiss komunicira sa zgradama Winston Churchill i Salvadora de Madariage putem zatvorenog pješačkog mosta.
S površinom od 220.000 m² i prepoznatljivim tornjem visokim 60 metara, jedna je od najvećih i najvidljivijih zgrada u Strasbourgu. Palaču Louise Weiss dizajnirao je tim pariških arhitekata, koji su izjavili da su ih nadahnuli rimski amfiteatri. Nakon što je pobjednički projekt odobren na međunarodnom natječaju 1991. godine, u svibnju 1995. započeli su radovi uz pomoć dvanaest toranjskih dizalica, koje je naručila Société d'Aménagement et d'Équipement de la Region de Strasbourg u ime Gradske zajednice Strasbourga. Izgradnja ovog objekta je u to vrijeme bila jedna od najvećih gradilišta desetljeća u Europi. Svečano otvaranje zgrade bilo 14. prosinca 1999., a crvenu vrpcu prerezali su zajedno francuski predsjednik Jacques Chirac i predsjednica parlamenta Nicole Fontaine. U internim dokumentima EP-a zgrada se naziva "LOW".

### Toranj
Tijelo zgrade visoko je 60 metara i namjerno je prividno nedovršena s jedne strane, što predstavlja značajnu simboliku. Nedovršeni dio u početku je trebao biti orijentiran prema istoku, tj. prema Istočnoj Europi, jer se u vrijeme završetka zgrade još nijedna zemlja iz bivšeg sovjetskog bloka nije pridružila EU. Međutim, otvorena strana kule u konačnici je okrenuta prema zapadu. Američki konzervativni politički komentator i teoretičar zavjere Glenn Beck je 2010. sugerirao da dizajn tornja svjesno odražava bečku sliku Babilonske kule Pietera Bruegela starijeg.

### Unutarnje dvorište
Dana 14. siječnja 2009. godine Europski je parlament donio odluku da se unutarnje dvorište palače imenuje po nedavno preminulom poljskom europarlamentarcu Bronisławu Geremeku, nazivajući ga "Agora Bronisław Geremek". Unutarnje dvorište je službeno otvoreno 21. travnja 2009. Od 2004. središte Agore krasi staklena skulptura "Ujedinjena zemlja" umjetnika Tomasza Urbanowicza, koja simbolizira otvorenost i spremnost na daljnje širenje Europske unije. Arhitektonski studio odobrio je postavljanje skulpture i ona je službeno postavljena kao poklon grada Wrocława u nazočnosti Josepa Borrella, tadašnjeg predsjednika Europskog parlamenta.

### Glavna dvorana
Članovi Europskog parlamenta smješteni su u polukružnoj glavnoj dvorani, gupirani u političke skupine i raspoređeni uglavnom slijeva udesno ovisno o percepciji pozicioniranja na političkom spektru, dok su nezavisni članovi smješteni u stražnjem desnom dijelu dvorane. Sva su mjesta opremljena mikrofonima, slušalicama za slušanje prijevoda i opremom za elektroničko glasovanje. Vođe skupina sjede na prednjim klupama u središtu, a u samom središtu je podij za gostujuće govornike. Preostali segment kružne komore prvenstveno čini uzdignuti prostor na kojem sjede predsjednik i osoblje. Iza njih je zastava EU-a pričvršćena na zid i nacionalne zastave država članica ovješene na motkama s obje strane zastave EU.
Kabine zaprevoditelje smještene su sa stražnje strane i uz bokove dvorane, dok se galerija za javnost i novinare nalazi iznad dvorane oko cijelog perimetra. Dodatna mjesta za sjedenje postavljena su bočno od povišenog središta i rezervirana su za Europsko vijeće s krajnje lijeve i Europsku komisiju s krajnje desne strane. Dvorana je u cijelosti suvremenog dizajna, zidovi su u potpunosti prekriveni svjetlećim panelima, a zastupnici u Europskom parlamentu smješteni su u širokim plavim foteljama.

#### Urušavanje stropa
Dana 7. kolovoza 2008. srušilo se 10% stropa glavne dvorane. Nitko nije ozlijeđen, jer se Parlament u to vrijeme nije sastajao (bilo je to za vrijeme ljetnih godišnjih odmora), no nekoliko je sjedećih mjesta oštećeno. Prvi se dio stropa srušio u 18.00 po srednjoeuropskom vremenu, a drugi dio u 22.36. Nisu zabilježeni ekstremni vremenski uvjeti, a konstrukcija je bila nova, pa se pretpostavljalo da je lažni strop imao strukturne nedostatke. Predsjednikov ured izjavio je da je potpuno ili djelomično oštećena trećina stropa i da su "preliminarni rezultati otkrili da je djelomično urušavanje stropa rezultat loma nosača koji učvrščuju spušteni strop sa stvarnom strukturom stropa."
Popravak je započeo odmah, ali postalo je jasno da se oštećenje ne može sanirati na vrijeme za sljedeću sjednicu, tako je plenarna sjednica s početkom 1. rujna morala biti premještena u glavnu dvoranu parlamenta u Bruxellesu. Očekivalo se da će se Parlament vratiti u Strasbourg na zasjedanje koje jezakazano za 22. rujna, ali se i tada morao zadržati u Bruxellesu zbog odugovlačenja rada sigurnosnih inspekcija. Događaj su s radošću dočekali oni koji se protive nazočnosti Parlamenta u Strasbourgu, a ismijali su ga i euroskeptici koji su nakon incidenta na prvom plenarnom zasjedanju u Bruxellesu nosili kacige (da su u trenutku urušavanja stropa održavala sjednica, materijal bi se srušio baš na članove euroskeptičnih stranaka).

### Kritike
Palača Louise Weiss u Strasbourgu bila je meta kritika zbog složenog dizajna interijera: "Očigledno je transparentno, ali gotovo je nemoguće kretati se. Postoje mostovi između različitih razina, ali ne možete točno utvrditi kamo vode". Kad je otvorena, neki su je kritizirali zbog toga što je zgrada "otrcana, mračna, teška za snalaženje", a telekomunikacijski uređaji i dizala imali su tehničkih poteškoća. Predsjednica parlamenta Nicole Fontaine izjavila je da se radije pješke popne do devetog kada gdje se nalazio njen ured, nego da riskira ostati zarobljena u ozloglašenim liftovima. Godine 2002. u vodoopskrbi zgrade pojavio se uzročnik legionarske bolesti, uglavnom kao posljedica nekorištenja tijekom većeg dijela godine.

## Pomoćne zgrade
Postoje četiri pomoćne zgrade preko puta rijeke što ih dijeli od palače Louise Weiss. Poput Louise Weiss, većina njih slijedi sustav brojeva za označavanje "Zgrada Europskog parlamenta" (francuski: Immeuble du Parlement Européen) 1, 2 i 3, a najnovija zgrada (nazvana Václav Havel) još nije (srpanj 2017.) službeno dobila broj 5. Zgrade 1 i 2 tvore jedinstveni kompleks uz rijeku. Zgrade 3 i "5" nalaze se podalje od rijeke u unutrašnjosti i povezane su staklenim mostom. Na mjestu na kojem je kompleks izgrađen, prethodno se nalazio bazen Société des nageurs strasbourgeois (SNS), izgrađen 1952. i srušen 1978. da bi se stvorio prostor za nove građevine.
Zgrada Winstona Churchilla (IPE 1) nalazi se na Avenue du Président Schuman, u okrugu Orangerie. U njemu su smješteni administrativno osoblje i pomoćne strukture. Zgrada Salvador de Madariaga (IPE 2), uz Quai du Bassin de l'Ill, nalazi se pored zgrade Winstona Churchilla. Obje zgrade je projektirao arhitekt François Sauer u suradnji s Jean-Paulom Friedmannom i one zapravo čine jedan jedinstveni kompleks površine 58.400 m². Kompleks je izgrađen po cijeni od 81 milijuna eura, inauguriran 1980. (uz bitne preinake 1988. i 1991. zbog izgradnje IPE 3) i dizajniran u postmodernom stilu koji se često odlikuje zamršenom, zmijolikom arhitekturom i ostakljenim fasadama. U zgradi Salvador de Madariaga nalazi se i drugo tijelo EU-a kojem je Strasbourg službeno sjedište (od 1992.): Europski ombudsman.
Zgrade su bile u središtu prijepora oko optužbi za preveliku cijenu najma,  sve dok ih na posljetku Parlament nije kupio 2006. godine.
U listopadu 2007. otkriveno je da zgrade sadrže veću količinu azbesta nego što se mislilo prije nego što su kupljene. Međutim, količina azbesta još je uvijek u zakonskim granicama i ne smatra rizikom za javno zdravlje, te je ograničena samo na pojedine prostorije. Prethodni vlasnik zgrade se obvezao na uklanjanje azbesta u zgradama.
Zgrada Pierre Pflimlin (IPE 3), relativno niska zgrada srcolikog oblika izgrađena u na križanju Avenue du Président Robert Schuman i Allée Spach, otvorena je 1991. godine kao sjedište za tisak i masmedije (Centar de presse et d'information) po cijeni od 38 milijuna eura i dobila je ime po bivšem predsjedniku Europskog parlamenta 6. srpnja 2007. To je i najmanja zgrada u čitavom kompleksu (21.000 m2) i ujedno je i jedina koja se ne nalazi pored rijeke ili kanala. U njoj je između ostalog smješteno i prevoditeljsko osoblje.
Zgradu Václava Havela svečano su otvorili predsjednik EP-a Antonio Tajani i francuska ministrica za europska pitanja Nathalie Loiseau 5. srpnja 2017. godine. Zgrada je izvorno izgrađena 1954. godine i pripadala je Vijeću Europe koje ju je koristilo do 2007. Godine 2012. kupio ju je Europski parlament nakon čega je zgrada u potpunosti dekonstruirana i obnovljena.

## Bivše zgrade
Sadašnje zgrade izgrađene su kao infrastruktura proširenju Europske unije 1995. (i planiranog proširenja na istok 2004.). Zbog prihvata novih članova, Parlament je trebao veću glavnu dvoranu za održavanje rasprava i više ureda za europarlamentarce. Prije toga, Parlament je dijelio objekte s Vijećem Europe, koji su u svom sjedištu izgradili glavnu dvoranu: Europsku palaču. Ta je struktura svečano dana na korištenje Parlamentu za vrijeme Parlamentarne skupštine Vijeća Europe 28. siječnja 1977.
Međutim, dijeljenje ove komore s Vijećem dovodila je do zabune kod televizijske publike koja nije sigurna koja ju je institucija u to vrijeme koristila. To je pogoršala Europska unija i Vijeće Europe koji su koristili istu zastavu, iako je svaki od njih imao svoje ambleme.
Prije nego što je 1977. izgrađena Europska palača, dvije su institucije također dijelile Maison de l'Europe ("Kuća Europe") iz 1958. Kuća Europe je bila provizorna zgrada čisto funkcionalne arhitekture a svečano je otvorena 1950. Nalazila se na mjestu gdje se sada nalazi travnjak koji vodi prema Europskoj palači.

## Vanjske poveznice
- web stranica Europskog Parlamenta
- Imenovanje zgrada, EuroParl web stranica
- Sjedište EP CVCE - Centar za europske studije
- Pogledi na palaču Louise Weiss
- Web stranica Arhitektonskog studija palače Louise Weiss  Arhivirana inačica izvorne stranice od 28. ožujka 2020. (Wayback Machine)